# Figueiras (Mondoñedo)
Figueiras (llamada oficialmente San Martiño de Figueiras) es una parroquia española del municipio de Mondoñedo, en la provincia de Lugo, Galicia.

## Límites
Está delimitada por el norte con Oirán (Alfoz); al sur con Mondoñedo; al este con Couboeira y Viloalle y al oeste con Pereiro.

## Organización territorial
La parroquia está formada por tres entidades de población:
- Aldea (A Aldea)
- Romeo (O Romeo)
- San Martiño

## Demografía
| Gráfica de evolución demográfica de Figueiras entre 2000 y 2020 |
|                                                                 |
| Datos según el nomenclátor publicado por el INE.                |